# 상퀼로트

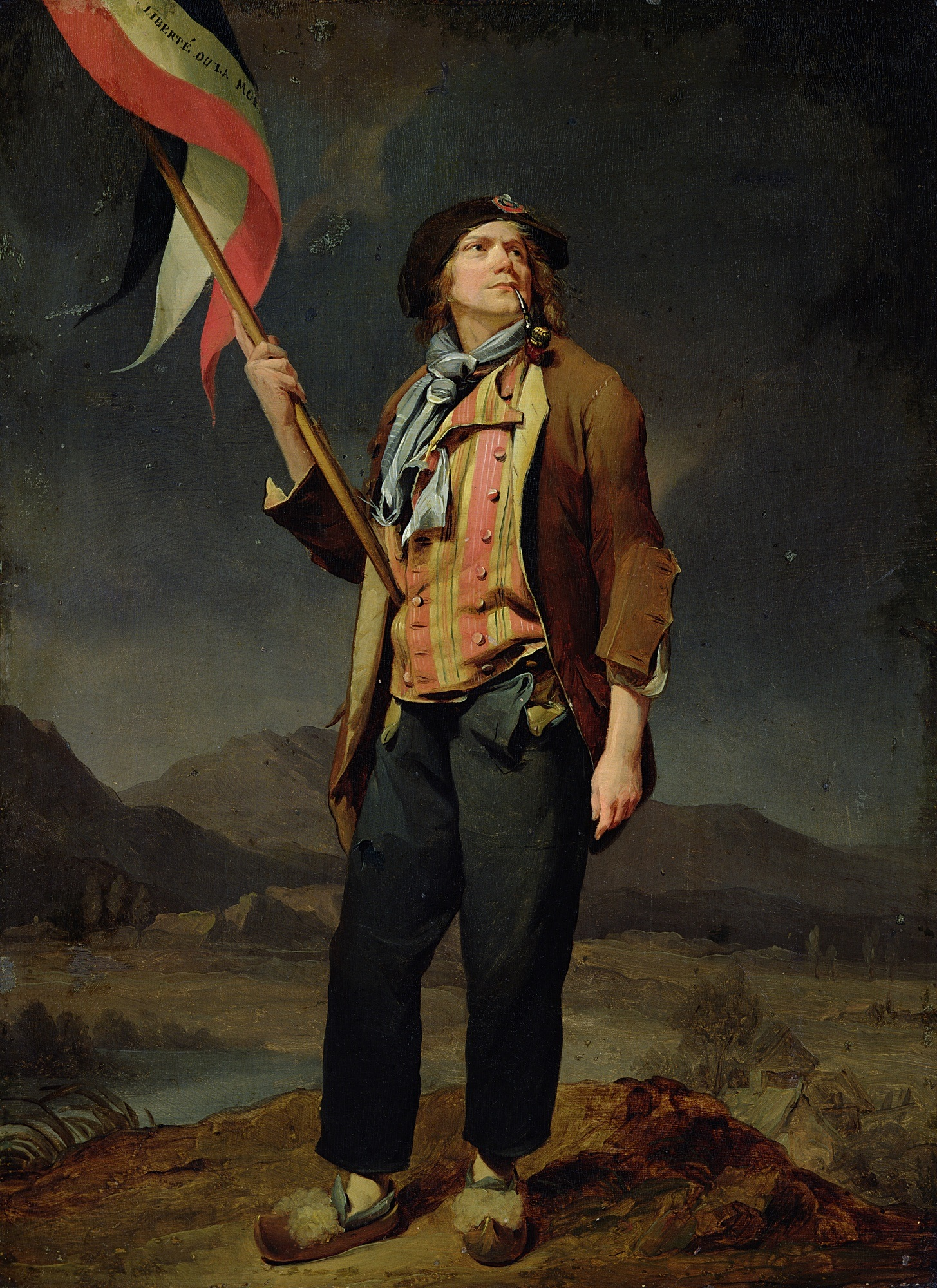
브와이유作（1792년), 상퀼로트 분장을 한 가수 슈나르

상퀼로트(프랑스어: Sans-culotte)는 프랑스어로 “퀼로트를 입지 않은 사람”이라는 의미로, 프랑스 혁명의 추진력이 된 사회 계층이다. 주로 수공업자, 장인, 소상인, 근로자 등 무산 시민으로 당시 파리에서는 빈곤층에 속했다. 급진적인 혁명을 추구한 민중을 지칭하는 말로 사용되기도 한다.
당시 귀족 남성들은 무릎까지 오는 반바지(퀼로트)를 입었는데 이들은 발목까지 내려오는 긴바지를 입었기에 붙여진 이름이다. 상퀼로트들은 붉은모자와 긴 창을 들고 다녔고 자본집중 반대, 직접 민주주의를 통한 민중의 정치참여, 자유보다는 평등, 공화제등을 요구하였다.

## 개요

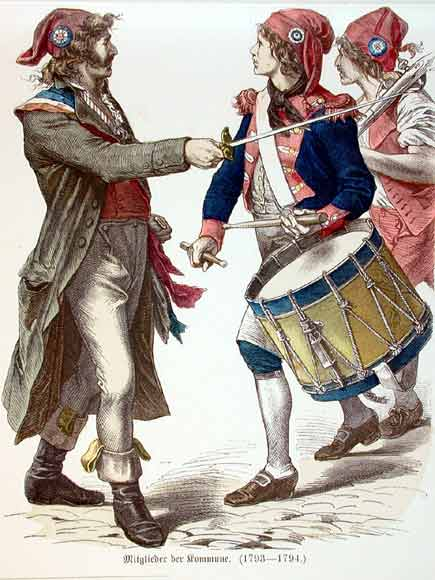
상퀼로트 (왼쪽), 퀼로트를 입은 병사(오른쪽)의 비교

‘퀼로트’는 당시 귀족들이 일반적으로 입었던 하의였다. 그리하여 긴 바지를 입은 서민을 귀족이 바보 취급하여 "핫바지"와 같은 용법으로 “상퀼로트”라고 불렀다. 반면 노동자는 불공평한 신분 제도에 반대하는 의미를 담아, 반대로 자신들을 자랑스럽게 이렇게 부르게 된다.
상퀼로트 계층은 불황이나 빵 가격 상승 등으로 생활고에 시달리고 있었고, 참정권은커녕 모든 권리를 갖고 있지 않았다. 그리하여 프랑스 혁명의 도래는 상퀼로트의 열렬한 지지를 받았다. 7월 14일의 바스티유 감옥 습격 사건, 9월 학살 등 참혹한 혁명의 폭력 양상은 모두 그들에 기인한 것이다.
파리의 상퀼로트는 프랑스 혁명의 불안 요소로, 부르주아 주도의 의회를 교란시켰다. 입법의회에서도 그런 성향은 달라지지 않았고, 무장 민병대가 된 그들은 종종 시위와 폭동을 일어켰고, 의회에 생활 개선을 대한 압력을 넣어 혁명을 급진화시킨다. 각 당파에서는 파리 상퀼로트에 영합하지 않을 수 없는 상황이었기 때문에, 프랑스 혁명이 극단적인 평등주의와 부의 재분배 같은 사회주의적 정책을 중간에 도입하려고 했던 것은 그들에게 충격이었다.
공포정치는 상퀼로트의 열성적인 요청으로 시작된 것이지만, 자코뱅파의 종파 싸움으로 숙청되었고, 특히 상퀼로트의 직접 행동주의의 대표주자였던 에베르 파의 처형 이후 선동자를 잃고 점점 약화되었다. 또한 테르미도르의 쿠데타를 계기로 단번에 퇴색했고, 테르미도르 반동과 이후의 총재 정부와 집권 정부는 대규모 탄압을 하여 상퀼로트는 혁명 주도 세력으로서의 힘을 완전히 잃고, 혁명의 주체는 부르조아지에게로 돌아왔다.

## 같이 보기
- 바스티유 감옥 습격 사건
- 9월 학살
- 프랑스 혁명